# Valeriu Irimescu
Valeriu Irimescu (n. 3 noiembrie 1940, București, România) este un jucător și antrenor român de rugby, care a jucat pe linia de trei sferturi și pe postul de fundaș.

## Carieră
Sportivul și-a început cariera la Grivița București la vârsta de zece ani. După ce a trecut la echipa de seniori a cucerit opt titluri naționale În anul 1964 a câștigat Cupa Campionilor Europeni. În 1970, s-a stabilit în Franța și a activat la Paris Université Club (PUC) și Sporting Club D’Angoulême.
Valeriu Irimescu a fost convocat de 37 de ori la echipa națională în perioada 1960-1970. În 1969 a câștigat Cupa Europeană a Națiunilor.
După ce s-a retras ca jucător, s-a întors în România și a fost antrenor federal până în 1991. Din 1974 până în 1991 a fost vicepreședintele Federației Internaționale de Rugby Amator (FIRA). Ulterior a plecat în Franța, unde a antrenat o echipă din apropiere de Toulouse și Metro Paris.

## Distincții
- Ordinul Muncii clasa a III-a (15 februarie 1963) „pentru victoriile obținute în anul 1962 pe plan internațional în întrecerile de rugbi și sporturi nautice”[5]

## Legături externe
- Materiale media legate de Valeriu Irimescu la Wikimedia Commons
- Valeriu Irimescu la Asociața Internaționalilor de Rugby din România